# 汞污染

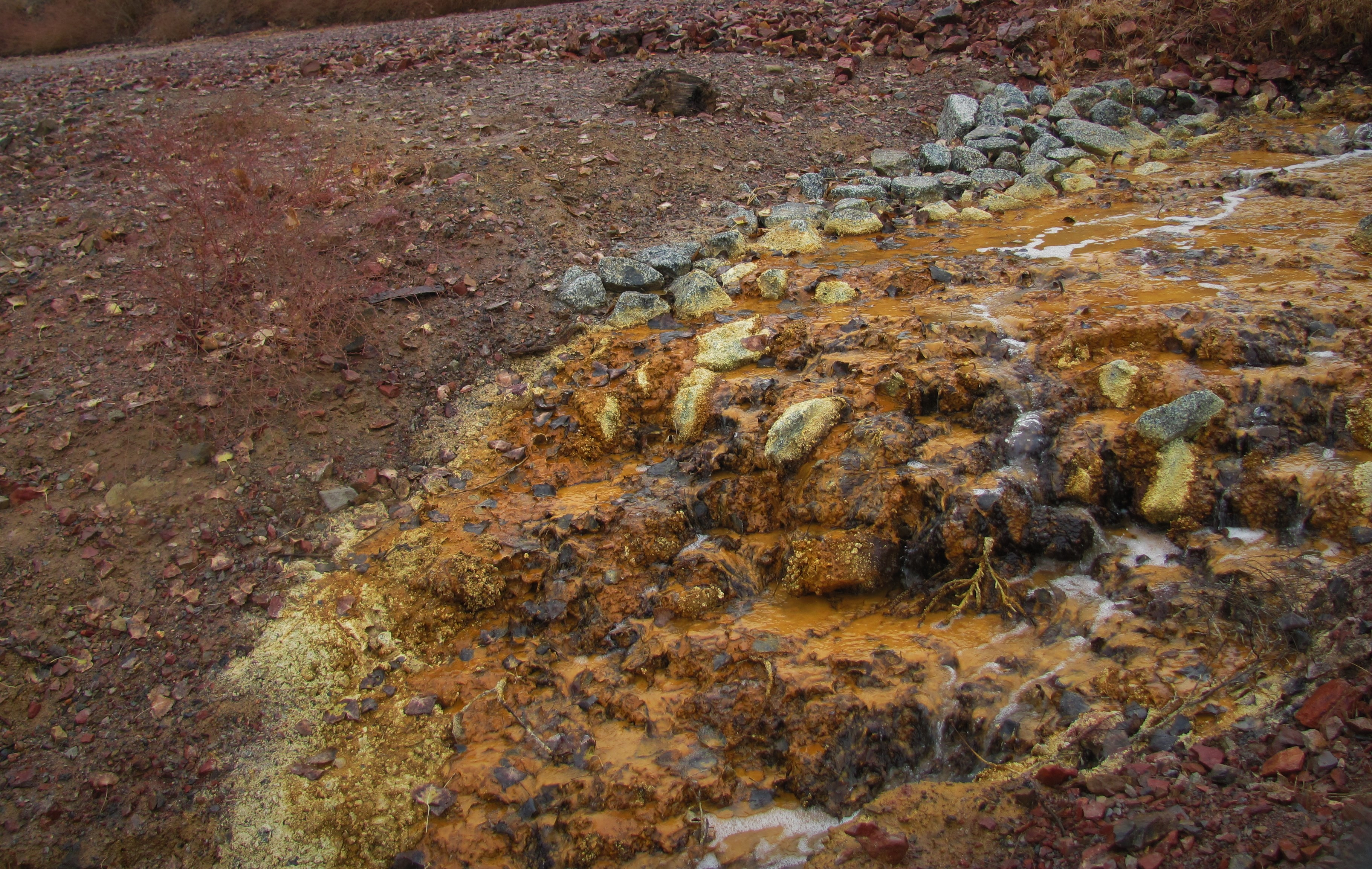
美国新伊德里亚一条被汞污染的河流

汞污染，是指由汞或含汞化合物所引起的环境污染，主要来源于大自然及人类活动。汞污染可导致许多疾病，如口腔溃疡、腹瀉、水俁病等。由于汞易于蒸发，汞污染的清理较为复杂。汞污染的影响较为广泛，可在大气中随风传播数百英里。汞污染也有可能影响水源，在鱼类体内累积，使鱼类中毒。

## 污染来源
汞天然存在于地壳中，在自然中主要来源于火山，岩石的风化作用，野火以及土壤。汞也可能通过采矿、燃烧化石燃料、市政及医疗废物而被人为排放到空气中。汞还可以通过海水的蒸发而被重新释放到大自然中。据联合国环境署估计，2015年全球范围内汞的大气排放有30%由人类活动导致。以地区划分，其中来自亚洲的排放占49%，南美洲和撒哈拉以南非洲分别占18%与16%。按来源划分，则有38%的汞排放来自手工和小规模采金，21%的排放来自煤的静止燃烧。:11-14一项针对燃煤发电厂附近农作物的研究发现，土壤中的汞含量跟燃煤发电厂与其的距离呈反比。

## 相关疾病
吸入污染处蒸发的气化汞，或是摄入被汞污染的食物可能会引致口腔及咽喉發炎和潰瘍。其他常見的病徵包括噁心、嘔吐、腹痛、出血性腹瀉及腎功能損傷等，攝入大量汞更可導致死亡。汞污染还有可能引起人體和動物的中樞神經疾病，例如水俣病。

## 影响

### 对环境
汞会在海水中转化为甲基汞，并通过生物放大效应在海洋生物体内不断累积。汞污染对海洋哺乳动物及捕食性鱼类（如沙丁鱼，剑鱼等）都有危害。根据欧洲环境署于2018年9月的数据分析，在欧洲的约110000个地表水系统中，有约46000个（约42%）未有达成为保护食鱼鸟类及哺乳动物而设定的标准。

### 对社会
世界各地针对汞及汞污染制定了大量的法律，包括欧盟，美国，香港，中国等。汞污染会影响部分人的人权，包括健康权，食物权，享有健康环境权等。